# 高速増殖炉

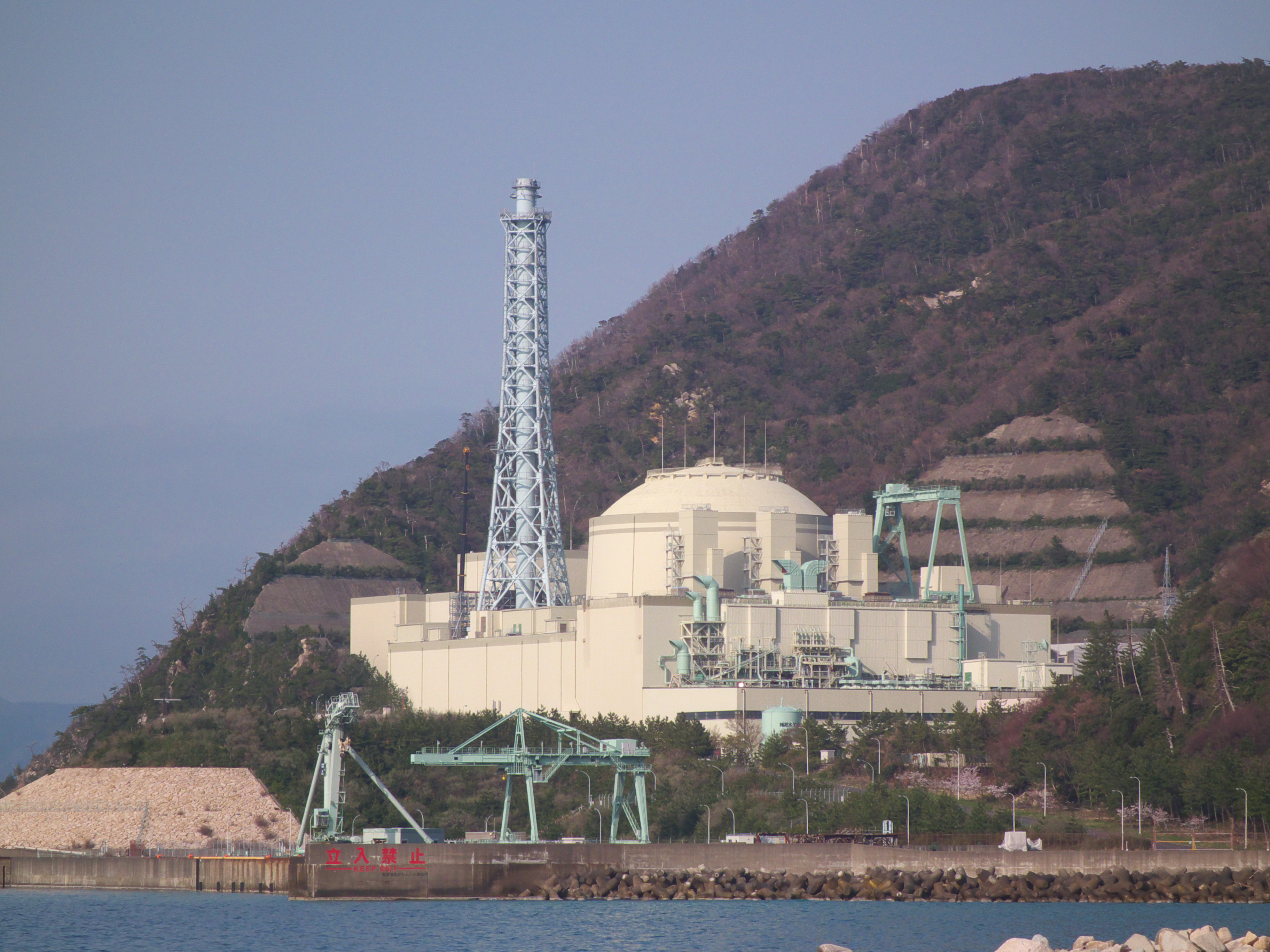
日本の高速増殖炉 もんじゅ

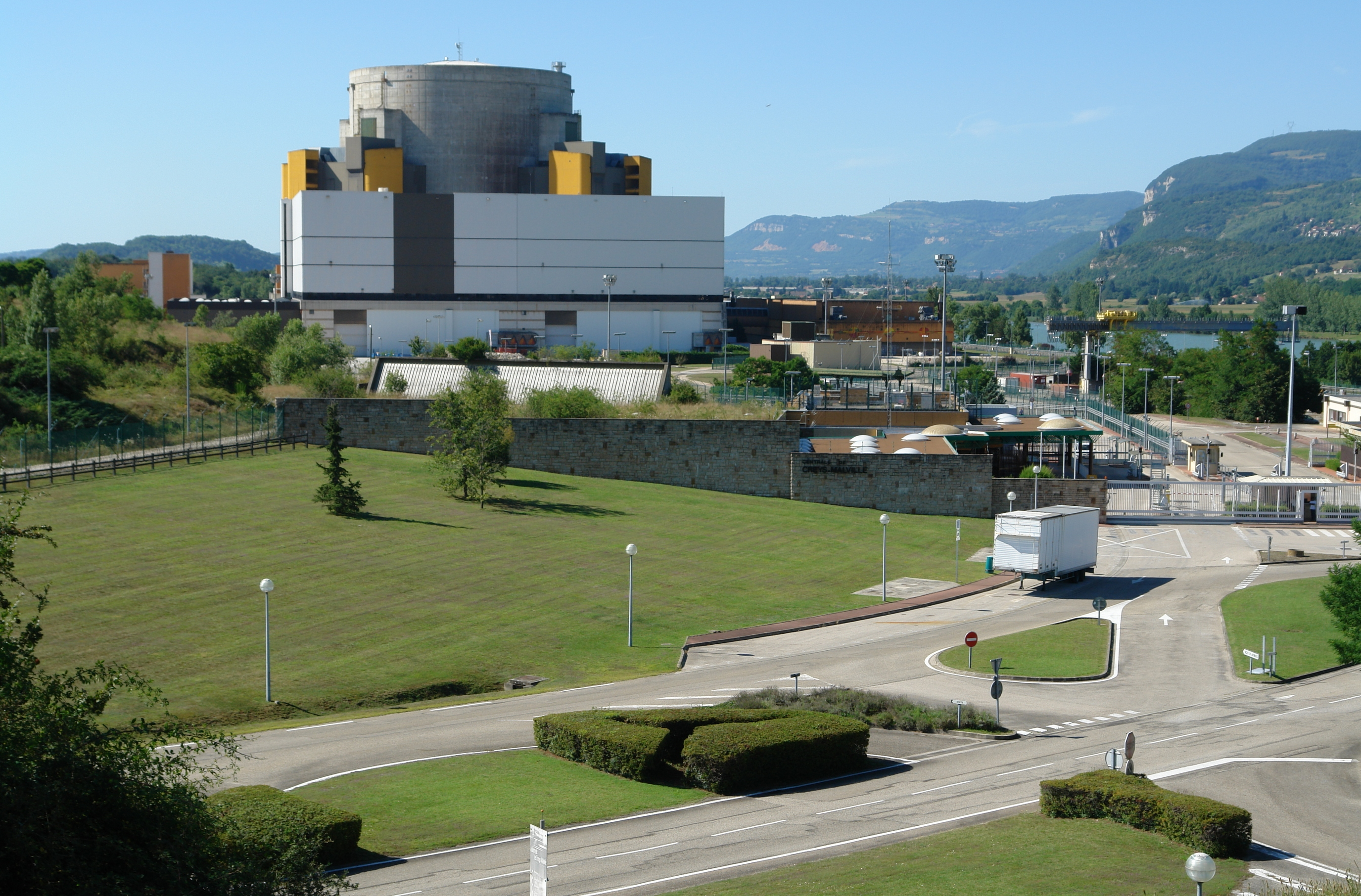
フランスのスーパーフェニックス

高速増殖炉（こうそくぞうしょくろ、英: Fast Breeder Reactor、FBR）とは、高速中性子による核分裂連鎖反応を用いた増殖炉のことをいう。簡単に言うと、「増殖炉」とは消費する核燃料よりも新たに生成する核燃料の方が多くなる原子炉のことであり、「高速」の中性子を利用してプルトニウムを増殖するので高速増殖炉という。高速中性子を利用しながら核燃料の増殖を行わない原子炉の形式は、単に高速炉（Fast Reactor:FR）と呼ばれる。

## 概要
現行の商用発電用原子炉として一般的な軽水炉と比較した場合の高速増殖炉の特徴を述べる。
1. 増殖比（核反応において消費される核分裂性核種の消滅数に対する生成数の割合）が1.0を超えること
2. 核燃料の主体がウラン238/プルトニウム239となること（他に核反応起動用のウラン235が若干必要）
3. 減速材を使用しないこと（熱中性子を利用せず、高速中性子をそのまま利用するため）
4. 核燃料の核反応断面積がウラン235と比べ格段に小さいため、核燃料を高密度に配置する必要があり、炉心の体積エネルギー密度が格段に大きくなること。これを冷却するため冷却系の高能率化が必須となる。

現在開発が進められている主な形式としては以下のようになる。
1. 冷却材に軽水（つまり普通の純水）を使わずに、代わりに溶融金属（主に金属ナトリウム）を使用する
2. 燃料には天然ウランまたはウラン／プルトニウム混合燃料（Mixed oxide: MOX燃料）を使用する

MOX燃料の元となるプルトニウム239とウラン238は通常の軽水炉で燃料として使うこともできるが、高速増殖炉の炉心で燃やすことで、さらに不要なウラン238から次の高速増殖炉用の核燃料であるプルトニウム239を作り出すことで核燃料を循環させる「核燃料サイクル」を実現するための要となる装置である。高速増殖炉は、核燃料サイクルのウラン－プルトニウム系列を実施する。
ウラン238（天然・非核分裂性）+中性子 → ウラン239 → ネプツニウム239 → プルトニウム239（核燃料）
高速増殖炉は1980年代まで、ウラン燃料の有効利用促進のため米国、フランス、ロシア、イギリス、ドイツ、日本などで積極的な開発が進められてきた。しかし軽水炉にはない様々な問題を含んでいるため、実験炉から原型炉までは数か国でいくつか完成しつつも、実証炉の完成までは時間がかかっていた。1990年代前半に米国の実験炉FFTFとEBR-IIの運転停止、1991年ドイツの原型炉SNR-300の建設中止、1994年英国の原型炉PFR運転中止、1998年にはフランス実証炉スーパーフェニックスの運転中止などが相次ぎ、日本でも「もんじゅ」のナトリウムもれ火災で運転が中止される。1990年代には高速増殖炉の開発は停止状態となり、フランスを除く欧州各国は高速炉の開発を中止した。
今なおロシア、中国、インド等が高速増殖炉の開発を行っているが、ロシアを除く国では実用化は大幅に先送りされている。ロシアでは、2014年6月27日に実証炉BN-800が臨界に達し、実用化の目処がついた。ただしロシアの増殖能力のある各ナトリウム高速炉でも0.85-1程度の増殖比で運用がなされている。
一方日本では2016年12月21日にもんじゅの廃炉が決定され、今後も核燃料サイクルの開発は継続するものの、その原子炉は高レベル放射性廃棄物の減容化・有害度低減、資源の有効利用を目的とした高速炉とされ、増殖炉とはされていない。フランスの高速炉ASTRIDにおける2014年からの日仏協力についても継続するとされたものの、2019年8月にフランス政府は経費の高騰を理由にASTRIDの計画を放棄すると発表した。
アメリカ合衆国は、2006年2月からグローバル原子力パートナーシップ計画 "GNEP: Global Nuclear Energy Partnership" によって、核燃料サイクルとともに高速増殖炉の技術開発推進の立場に転じた。このプロジェクトには2008年1月1日時点で、日本を含む19か国が参加を決定している。またこのプロジェクトによる高速増殖炉の実験炉と核燃料再処理施設建設の発注予定先として交渉相手に選ばれているのは三菱重工、日本原燃、アレバの3社である。これらのアメリカ国内での建設計画は2009年に計画凍結となった。

## 構成要素
高速増殖炉は流体を冷却材に使って炉心の熱を外部に導き、蒸気を発生させて発電等に利用する点では、一般的な軽水炉と似た仕組みを持っている。一方で、冷却材と燃料において大きな違いがある。

### 冷却材
軽水炉では、炉心の熱エネルギーを外部に取り出すための冷却材や中性子の減速材、反射体などを兼ねて軽水を利用するのに対し、高速増殖炉では高速中性子を減速させないように加熱溶融した金属ナトリウムのような液体金属を使用する。
高速増殖炉の冷却材は、平均速度が秒速1万km程の高速中性子に対して減速効果が小さくその運動を衰えさせないものでなければならず、また単位体積当たりの出力密度が軽水炉よりもかなり大きくなるため、熱伝導率の良いものでなければならない。高速中性子に対する減速効果は水素や重水素のように核の原子量が少ない元素が大きくなる。
これらの条件を満たすものとして、金属ナトリウムが使われている計画が多いが、鉛・ビスマスやヘリウムガス冷却も一定の経済性を持つと言われる。ナトリウムは発火性が、鉛・ビスマスは腐食性が問題である。過去には水銀、ビスマス、鉛、カリウム、NaK（ナトリウムカリウム合金）などが考えられた。ナトリウムを採用するメリットとして、以下のような点も挙げられる。
- 水と違って、圧力をかけなくても800度以上にならないと沸騰しないので扱いやすい。
- 比重が水と同程度なので、水と同様にポンプで循環できる。

- 金属ナトリウムとして存在している安定同位体の23Naは、炉内で中性子を吸収し放射化され22Na（半減期 2.6年）と24Na（半減期 15時間）に変化するが、半減期が短いため炉停止後の作業者の被爆量を増加させない[8]。

また熱伝導率の高さから「もんじゅ」においては3系統ある冷却系のうち、2系統が故障してしまった場合でも1系統のみで炉心の崩壊熱を除去し冷却する事ができる。また循環ポンプなどの電源を全て失う、全電源喪失が起きて循環ポンプが全て停止しても3系統の冷却系にてナトリウムの自然循環と空気冷却器により崩壊熱の除去が可能である。これらの安全性も評価されているため、ナトリウム冷却高速増殖炉は国際的な第四世代原子炉の一つとして位置づけられている。
なお、もんじゅ事故後、フィジビリティスタディからやり直して、冷却材として鉛ビスマス、ヘリウム、軽水、ナトリウム等の検討が進められた事実があり、その上で実績や国際協力の可能性（鉛ビスマスは実績が少ないのが否めない）が評価されてもんじゅの再起動、そして次期ナトリウム冷却高速増殖炉の開発へ進んでいた。

### 燃料

#### MOX燃料
炉心内中央部にはセラミック状に焼き固められた混合酸化物燃料、MOX燃料と呼ばれる核燃料集合体が置かれる。
使用前のMOX燃料は、燃料となるプルトニウム239とウラン235が微量と、あとは核分裂をほとんど起こさないウラン238で占められている。
MOX燃料は、（最初は）他の原子炉で使用済みとなった核燃料棒を再処理して取り出されるプルトニウムとウランを混合して酸化させペレット状に固めて燃料被覆管に詰められ核燃料棒とされる。酸化させることで熱に強くして溶けにくくしている。このプルトニウムは、軽水炉内から取り出された使用済み燃料を再処理して得られた物か、高速増殖炉のブランケットを処理して得られた物のいずれかであり、軽水炉由来の方がプルトニウムの同位体が多く含まれている。ウランは、天然ウランからウラン235を相当分抽出した残り（劣化ウラン）か、または天然ウランそのものである場合と、軽水炉や高速増殖炉のMOX燃料・ブランケットを処理して得られた物などであり、いずれも核燃料として有益なウラン235はあまり含まれていない。
使用済み核燃料中には核分裂に伴う分裂片や多くの元から含まれる核燃料近縁の重核種の同位体が含まれ、再処理前にプール内で十分な冷却期間を置いても何年も熱を帯びながら崩壊による強い放射線を放ち続ける。プルトニウムを分離後も、プルトニウム239の他にプルトニウム238やプルトニウム240、プルトニウム241などが含まれ熱と強い放射線を受けながら核燃料の製造を行わねばならない。
なおプルトニウムの混合割合を富化度といい、高速増殖炉ではこの割合を20 - 30%とする。

#### 金属燃料
金属燃料は熱伝導率や燃料密度が高いという利点がある。米国アルゴンヌ国立研究所で研究されたウラン-プルトニウム-ジルコニウムからなる金属燃料はIntegralFastReactor（一体型高速炉）での利用が予定されていたが1994年に同計画は中止された。その後も PRISMやVTR（多目的試験炉）、4S炉などが金属燃料を選定している。

#### ブランケット
炉心内の周辺部にはブランケットと呼ばれるウラン238を主成分とする燃料集合体が置かれる。ブランケットも炉内で「燃える」つまり核分裂反応して発電に寄与するがその割合は比較的少ない。
炉心中央部のプルトニウム239やウラン235といった核分裂性の核燃料が臨界による連鎖反応を起こすことで放たれた高速中性子が冷却材にさえぎられることなくそのかなりの割合が周囲まで飛び出して来る。周囲を取り囲むように配置されたブランケット内のウラン238は、この高速中性子を原子核に吸収することで2度のベータ崩壊を起こしネプツニウム239を経てプルトニウム239に変わる。プルトニウム239は（低速な）熱中性子を吸収するとプルトニウム240に変わるが減速材が存在しなければほとんどの中性子は高速のままで飛び込んで来るため、それがプルトニウム239の核に当たると分裂することになる。ただし、プルトニウムの核分裂断面積は小さく高速中性子が核に当たることはまれである。結局、ブランケットのウラン238は徐々にプルトニウム239へと変化してゆく。
ブランケットのウランは天然ウランか劣化ウラン、またはそれらの混合物であり、ウラン238が主体となる。

## FBRの形式

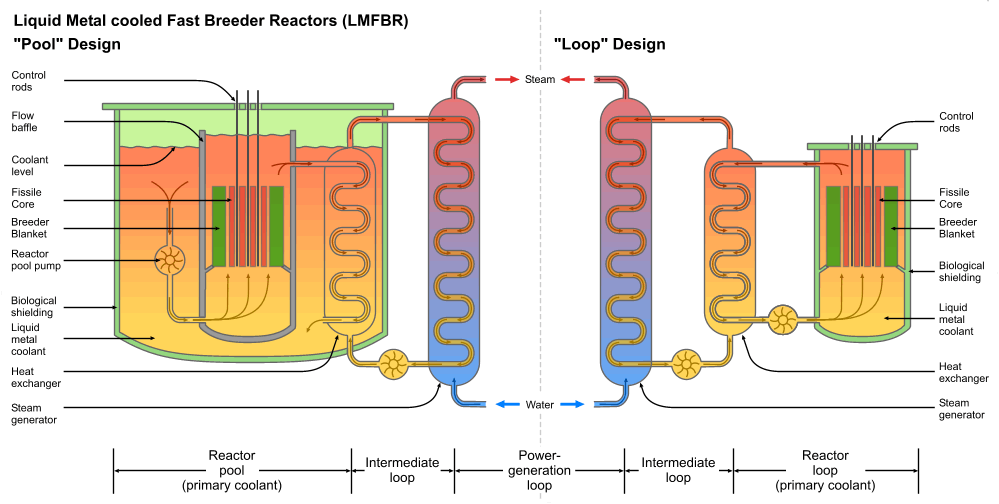
タンク型（プール型）とループ型の図

高速増殖炉には以下の三種類の形式がある。
ループ型
原子炉、一次主冷却系循環ポンプ、中間熱交換器をそれぞれ別の容器に納め、それらを配管でつないだもの。
- 例：常陽（日）、もんじゅ（日）

タンク型（プール型）
原子炉、一次主冷却系循環ポンプ、中間熱交換器を一つのタンクの内に納めたもの。
- 例：フェニックス（仏）、スーパーフェニックス（仏）、BN-600（露）、BN-800（露）

ハイブリッド型
タンク内で1つに収容されている設備を2つに分けたもの。ループ型とタンク型を併せたようなもの。

## 利点

### 核燃料の効率的利用
- 核分裂を起こしやすいウラン235は天然に存在するウランの0.7%程度にしか過ぎず、約99.3%は核分裂をほとんど起こさないウラン238であるため、軽水炉ではウランが潜在的に持つエネルギーの0.5％程度しか使えない。プルサーマル利用でも0.75％にすぎない。しかし高速増殖炉によってウラン238をプルトニウムに転換できれば、核燃料サイクルが実現し、理論上ウラン資源の約60%をエネルギーとして使用出来るため、ウランの利用効率を飛躍的に高くできると考えられる[12]。
- プルトニウムが使用できるため、使用済み核燃料由来のものや核兵器解体後のプルトニウムも有効利用できる。
- ウランの濃縮が必要ない。

### 増殖
通常、軽水炉では燃料棒中のウラン235を熱中性子により核分裂させ、エネルギーを生成する。このとき消費したウラン235以上にプルトニウムが生成されることはなく、燃料棒中の核燃料は減少する。これは、熱中性子は高速中性子よりもウラン235やプルトニウムの核分裂を誘起しやすいが、燃料棒中のウラン238に捕獲されてプルトニウム239を生成する確率が低いためである。逆に高速中性子はウラン235やプルトニウムの核分裂を誘起しにくいが、ウラン238に捕獲されてプルトニウム239を生成する確率が高い。この性質を利用して、消費した燃料以上のプルトニウムを生成するように設計されたものが高速増殖炉である。高速増殖炉の転換比は、理論的には1.2から1.5の範囲と考えられている。

### マイナーアクチノイドの燃焼
プルサーマル方式においてもほぼ同じMOX燃料を使用するが、MOX燃料にはプルトニウムより原子番号の大きい原子が含まれ、これらの元素の同位体による割合が増えていくことを「高次化」と呼ぶ。MOX燃料は再処理を繰り返すごとにアメリシウム241などのマイナーアクチノイドの割合が増えていくのだが、これらの原子核は中性子吸収断面積が非常に大きく、熱中性子を吸収しても核分裂せず、中性子を放出しないため、核分裂連鎖を媒介する中性子が減って原子核分裂反応が成立しなくなってしまう。この核種は化学／物理処理で分離が不可能な大変厄介な物質であり、アメリシウム241等のMAを分裂させられる高速増殖炉、または加速器駆動未臨界炉は長期的に見ると核燃料サイクル計画には必須の要素である。

### その他
- 冷却材として使用される金属ナトリウムは沸点が高いため、軽水のように高圧を掛ける必要が無く、常圧で運転可能である。このことは、冷却材の減圧による沸騰を原因とする冷却材喪失事故（LOCA：Loss Of Coolant Accident）がほぼ起きないことを意味しており、同時にその事故に関しては非常用炉心冷却装置（ECCS：Emergency Core Cooling System）も必要ないことを意味している[注 2]。
- 炉心が小型にでき、出力密度が高い。

## 問題点

### 技術的課題

#### ボイド係数
炉心を冷却する液体に含まれる気体の割合の変化により、炉心の反応度は影響を受ける。この現象を係数化したものをボイド係数と呼ぶ。ボイド係数が正の場合、冷媒に占める気体の割合が増えると冷媒としての性能が低下すると共に反応度が増大し、炉心の異常な発熱につながる。
軽水炉において、減速材と冷却材を兼ねる軽水は炉心付近で常に沸騰が発生しており、理論的には気泡混じりで本来の水よりも密度が低下した流体として扱われる。ボイドの割合が増えると減速材としての性能が低下するため、反応度は低下する（ボイド係数は負）。
一方、ナトリウム高速増殖炉で用いられる液体金属は通常の運用では沸騰しないが、万一発生した場合はボイド係数は正となる。このため、ボイド係数が負となるような炉心設計が強く求められる。高速増殖炉もんじゅの場合、炉心の一部の領域についてボイド係数が正になっていると分析されている。
一方で沸騰によるボイド係数は正となった場合でも、炉心の外へ漏れだす中性子の増加（中性子が逃げるため核分裂連鎖反応を起こしづらくなる）や、核燃料の熱膨張による密度の低下など、ボイド係数以外の反応度効果があるため、原子炉全体としての反応度は負となるように設計されている。これは原子炉設計における重要な基本であり、これにより異常な反応度が原子炉に加わらないようになっている。
鉛ビスマス高速増殖炉の場合、鉛は原子番号が大きく断面積が大きい上、中性子を吸収せず反射するために、気泡が発生すると中性子が炉内から洩れる確率があがるため、ボイド効果は負に設計しやすい。

#### 金属ナトリウム
技術的な最大の問題は、冷却材である金属ナトリウムの管理が難しいことである。金属ナトリウムは水や酸素に触れると高温を放って激しく酸化される。従って、その取り扱いには極めて難度の高い技術と、その技術を維持管理する持続可能な運用システムが必要不可欠となる。軽水は透明だが金属ナトリウムは不透明であり、これを用いると内部状態の計測が難しくなる。「もんじゅ」の停止は、配管からの金属ナトリウム漏出事故による。また、特に蒸気タービンに繋がる二次冷却系との間は、熱を伝えるための多数の薄い金属管を隔てて軽水と対向しているため、わずかな漏れでも大事故につながると考えられている。このような冷却系の取り扱いの難しさから、同型炉での事故例が多い。ナトリウムの代わりに鉛・ビスマスを使用した方式では発火性はない。「もんじゅ」の廃炉検討時には、金属ナトリウムを炉から抜く事の困難さが指摘された。

#### 燃料
日本での高速増殖炉用のMOX燃料は、日本原子力研究開発機構の核燃料サイクル工学研究所にある第二開発室および第三開発室で製造される。
現在、青森県六ケ所村に存在する日本原燃の六ヶ所再処理工場は、軽水炉で使用された核燃料からウランとプルトニウムを取り出すための再処理を行う施設である（MOX燃料の製造工場は別途建設が予定されている）。そのため高速増殖炉用のMOX燃料の再処理や製造は行えない。

#### プルトニウムの挙動
プルトニウムの炉内での挙動に未解明な点がある。フランスのフェニックス (Phénix) では、原因不明の出力低下があり、その原因は未だに解明されていない。これがフランスがスーパーフェニックスから撤退する理由の一つであった。

#### 緊急炉心冷却装置の欠如
ナトリウムと水の反応性のために、ナトリウム高速増殖炉には、緊急炉心冷却装置（ECCS）を付けられない。「軽水炉の様に一次系が高圧でないから、「スリーマイル原子力発電所事故のような減圧によるLOCAが起きない事」から、ECCSは不要」と説明されてきたが、「高速増殖炉で冷却材喪失事故は起きないと言えるのか？」と、批判者は指摘する。内圧が低くとも、腐食性の強いナトリウムの作用や、500℃を超える高温での連続運転、更には、構造材への放射線損傷が、配管破断を招く事は無いのか？と言う懸念が指摘されている。尚、鉛ビスマス炉であれば、水と接触しても水素を出して燃えないので、LOCAに備えてECCSを取り付けることは可能である。
原子炉容器や一次冷却系の破損にそなえた対策として、ガードベッセルと呼ばれる設備が設けられている。これは原子炉容器や一次冷却系の機器を覆うようにカバーが取り付けられ、ナトリウムが漏れた場合でもここで止まるようになっている。そのため万が一原子炉容器や一次冷却系の破損が生じてもナトリウムの流失を防ぎ、ナトリウムの液面から炉心が露出することによるメルトダウン事故を防ぐよう工夫されている。
なお、高速増殖炉が苛酷事故として全炉心溶融事故（Bethe-Tait型事故）を起こすと、軽水炉の場合とは異なり、炉心のプルトニウム燃料が一箇所に集まることで即発臨界が発生する可能性は当初から指摘されている。

### 社会的課題
核兵器の材料
核兵器の材料となるプルトニウムを大量に加工・保有することに対して、国際的な懸念や批判がある。 標準的な核兵器を作るには純度の高いウラン235か、プルトニウム239が必要とされ、21世紀現在ではウラン濃縮を行うよりも、黒鉛炉、重水炉、高速増殖炉のいずれかでプルトニウム239を生産する方法が最も現実的な手段となっている。ウラン238に対する中性子照射期間が長いほど「ウラン238が中性子を吸収してプルトニウム239になる反応」だけでなく「プルトニウム239が再度中性子を吸収してプルトニウム240に変化してしまう反応」が進んでしまう。商業用原子炉で一般的な軽水炉は、運転しながら燃料交換できないため、照射時間が長くなり、プルトニウム239の純度の高い「兵器級プルトニウム」を生産できず、兵器性能を著しく低下させるプルトニウム240の割合が高い「原子炉級プルトニウム」しか生産できない。（つまり日本の保有する大量の原子炉級プルトニウムは核兵器を作るのに適さない）
一方高速増殖炉は、原子炉が中性子を発生して、それを原子炉を覆うブランケットで受けて、ブランケットの中に入っている元素に中性子を浴びせて、別な元素に変化させる「核種変換炉」であり、ブランケットに核分裂性でないウラン238をいれて、核分裂性のプルトニウム239にすることができる。また、「ブランケットの内容物は、次々と早期交換したほうが、核燃料が沢山得られて得」である。そのためIAEAは、炉からの燃料棒の早期抜出しを「核武装準備行為」として厳しく監視している。発電目的ならば、燃料は長く発熱させたほうが得であり、「燃焼途中での燃料取り出し」は核兵器生産以外に理由が説明できないが、そのようなことはしていないためIAEAは「フランスや日本の増殖実験」に関しては認めてきた。
例えば、日本の「もんじゅ」は停止するまでの1年半の間に濃縮度96%以上のプルトニウム239がおよそ60kg程度生じていたと考えられ、プルトニウム240などの不純物を混ぜることで軍事転用への懸念を回避したかどうか、明らかにはなっていない。
輸送時の警備
プルトニウムを含むMOX燃料の輸送問題がある。プルトニウムは核兵器の原料であるため、輸送時にはテロリストやその支援国家などに核ジャックされる可能性があり、常にこれに備える必要がある。海上輸送が必要となる日本では、その脅威に備えるため新たに世界最大の巡視船であるしきしまを建造しなければならなかった。
ウラン燃料は、ウラン235の半減期が約7億年と長いことから通常状態において殆ど放射線を出さないのに対し、プルトニウムを含む燃料は、プルトニウム239の半減期が約2万4千年とウラン235と比較して短いため強い放射能を持ち、プルトニウムの使用やその輸送に対する反発の声が高まっている。

### 経済的課題
資源
1970年代初め、ローマクラブレポートが出た頃までは、石油は安価なまま急速に掘りつくされると考えられていたし、風力や太陽は当時非効率で到底20-30年で大電力を供給できるようになるとは思われておらず、核融合は50年先と思われていて、海水からのウラン吸着の研究など存在しなかった。当時はすべて右肩上がりの時代で、中国・インドなど発展途上国の経済成長も直ぐに始まり、化石エネルギー枯渇で急速に危機に直面すると思われていた。
現実には、予想に反して原油価格は上昇し、オイルショックを経て原油は石炭、天然ガスに取って代わられ主要な発電手段ではなくなった。そして現在の掘削技術の向上で化石燃料の推定埋蔵量は毎年上がっている。また、中国・インドの経済成長による化石燃料の減耗加速は2000年代までずれ込んだ。そうしているうち核融合も実証炉ITERの建設まで具体的道程が描ける所まで進化した。ただし、核融合炉建設の遅延の懸念も存在する。
リン鉱石等に含まれるウランの回収等も計画されており利用可能なウランの量が増える可能性がある。約45億トン存在する海水ウラン吸着の研究も進んでいるが、いまだ既存方法の5倍から10倍のコストがかかる。
このような資源状況で前述の日仏など高速増殖炉の増殖機能を重視せず今後の開発を高速炉とする国も出てきている。
再生可能エネルギーとの比較
原子力はその登場当初「唯一の火力に代わり得るエネルギー」と言われていた。原子力はそのエネルギー量の膨大さ故に、世界的な政治経済情勢を大きく変える要素である。政治経済が絡むため、賛成派、反対派が様々な活動を行っており、そういった活動の中、原子力は電力用としては再生可能エネルギー時代までの数十年間の過渡期エネルギーであると主張されることもある。
現在、風力や太陽光などの再生可能エネルギーの発電コストが急激に低下しており太陽光発電は2030年には、軽水炉原子力発電に追いつけるコストになると看做されるようになっている。平成27年の資源エネルギー庁発電コストワーキンググループの「長期エネルギー需給見通し小委員会に対する発電コスト等の検証に関する報告」 によれば、風力発電、太陽光発電のコストは軽水炉による原子力発電の2倍程度であり、今後さらにその差は縮小すると考えられる。

## 世界の高速増殖炉

### アメリカ合衆国
|                      |        | 着工   | 臨界   | 閉鎖       | 出力           |                                                                      |
| -------------------- | ------ | ------ | ------ | ---------- | -------------- | -------------------------------------------------------------------- |
| Clementine           | 実験炉 | 1945年 | 1946年 | 1952年     | 25 kW（熱）    |                                                                      |
| EBR-I                | 実験炉 | 1946年 | 1951年 | 1963年     | 0.2 kW（電気） | 世界初の原子力発電が行われた炉である                                 |
| LAMPRE               | 実験炉 | 1959年 | 1961年 | 1965年     | 1 MW（熱）     |                                                                      |
| EBR-II               | 実験炉 | 1957年 | 1963年 | 1994年9月  | 20 MW（電気）  |                                                                      |
| エンリコ・フェルミ炉 | 実験炉 | 1956年 | 1963年 | 1972年     | 61 MW（電気）  | 1966年10月5日に炉心溶融事故を起こしたため閉鎖された。                |
| SEFOR                | 実験炉 | 1965年 | 1969年 | 1972年?    | 20 MW（熱）    |                                                                      |
| FFTF                 | 実験炉 | 1970年 | 1980年 | 2001年12月 | 400 MW（熱）   | 高速中性子束試験施設。1994年計画中止。                               |
| CRBR                 | 原型炉 | 1982年 |        |            | 350 MW（電気） | プルトニウム拡散防止政策のため、1983年計画中止。                     |
| SAFR                 | 原型炉 | N/A    | N/A    | N/A        | N/A            | 1988年新型液体金属冷却炉概念設計で選定されず。                       |
| 一体型高速炉         | 原型炉 |        |        |            |                | 1988年新型液体金属冷却炉概念設計にて選定、1994年9月計画中止。        |
| PRISM                |        |        |        |            | 311 MW（電気） | 革新的小型モジュール原子炉。一体型高速炉の基本設計を引き継いでいる。 |
| VTR（多目的試験炉）  | 実験炉 |        |        |            | 300 MW（熱）   | 当初2026年、のち2031年に運転開始予定だったが延期された。             |
| Natrium              | 実証炉 | 2024年 |        |            | 345 MW（電気） | 炉心にはPRISMを採用した。                                            |

### 日本
|                |                    | 着工   | 臨界   | 出力                    | |
| -------------- | ------------------ | ------ | ------ | ----------------------- | --- |
| 常陽           | 実験炉             | 1970年 | 1977年 | 140 MW（熱）            | 2007年6月に炉内で機器を損傷、現在停止中。                                                                                       |
| もんじゅ       | 原型炉             | 1980年 | 1994年 | 280 MW（電気）          | - 1995年にナトリウム漏出火災事故、停止中であったが2010年5月6日運転再開。 - その後、炉内中継装置落下事故で再度停止。2016年廃止。 |
| DFBR-1         | 実証炉             | 中止   | 中止   | 670 MW（電気（計画））  | 計画中止 |
| JSFR開発試験炉 | 実証炉             | 未定   | 未定   | 500-600 MW級（電気）    | 2028年度頃：実証炉の概念設計・必要な研究開発                                                                                    |
| JSFR商用導入炉 | 実用炉プロトタイプ | 未定   | 未定   | 750-1000 MW級（電気）   | 未定 |
| JSFR実用炉     | 商用炉             | 未定   | 未定   | 1500 MW（電気（計画）） | 未定 |

### インド
国内に豊富に存在するトリウムの有効利用を考慮した独自の核燃料サイクルを目指している。フランスの技術を導入した。
|         |        | 着工   | 臨界       | 閉鎖 | 出力                          |                                                       |
| ------- | ------ | ------ | ---------- | ---- | ----------------------------- | ----------------------------------------------------- |
| FBTR    | 実験炉 | 1976年 | 1985年     | ?    | - 40 MW（熱） - 13 MW（電気） | フランスの実験炉ラプソディに準じた設計である。        |
| PFBR    | 原型炉 | ?      | 2021年予定 | ?    | 公称500 MW（電気）            | Kalpakkamのマドラス原子力発電所近郊に設置されている。 |
| FBR-600 | 実用炉 | ?      | ?          | ?    | ?                             | 2基をPFBRに隣接して建設予定。                         |
| FBTR-2  | 実験炉 | ?      | ?          | ?    | 100 MW（熱）                  | - 金属燃料の実験炉 - 2025年頃運転開始予定             |
| MDFR    | 実証炉 | ?      | ?          | ?    | 500 MW（電気）                | - 金属燃料の実証炉 - 2030年頃運転開始予定             |

### 中国
ロシアの技術導入と並行して自主開発を行っている。商用炉は2030年頃の運転開始を目標としている。
|         |        | 着工           | 臨界          | 閉鎖 | 出力           |                                                                                   |
| ------- | ------ | -------------- | ------------- | ---- | -------------- | --------------------------------------------------------------------------------- |
| CEFR    | 実験炉 | 1988年         | 2010年7月21日 | ?    | 20 MW（電気）  | 1988年に着工後、初臨界予定は2009年となっていたが、2010年7月21日に初臨界となった。 |
| CFR-600 | 実証炉 | 2017年12月29日 | 2023?         | ?    | 600 MW（電気） | 2023年完成予定                                                                    |

### 韓国
|         |          | 着工 | 臨界 | 閉鎖 | 出力                                                |                                  |
| ------- | -------- | ---- | ---- | ---- | --------------------------------------------------- | -------------------------------- |
| KALIMER | 概念設計 | ?    | ?    | ?    | - 150 MW（電気） - 600 MW（電気） - 1200 MW（電気） | それぞれの出力での研究を行った。 |
| PGSFR   | 原型炉   | ?    | ?    | ?    | 150 MW（電気）                                      | 2028年までに建設を計画中である。 |

### 旧ソ連・ロシア
|              |        | 着工    | 臨界   | 閉鎖   | 出力           | |
| ------------ | ------ | ------- | ------ | ------ | -------------- | --- |
| BR-1         | 実験炉 | ?       | ?      | ?      | ?              | 運転終了 |
| BR-2         | 実験炉 | ?       | ?      | ?      | ?              | 運転終了・閉鎖 |
| BR-3         | 実験炉 | ?       | ?      | ?      | ?              | 運転終了 |
| BR-5         | 実験炉 | ?       | ?      | ?      | ?              | のちにBR-10に改造。運転終了。 |
| BOR-60       | 実験炉 | 1965年  | 1969年 | ?      | 12 MW（電気）  | |
| BN-350       | 原型炉 | 1965年  | 1972年 | 1999年 | 150 MW（電気） | カザフスタンに建設された。 |
| BN-600       | 原型炉 | 1970年  | 1980年 | ?      | 600 MW（電気） | 1970年ベロヤルスク原子力発電所3号機として着工。 |
| BN-600M      | ?      | ?       | ?      | ?      | ?              | 建設されず |
| BN-800       | 実証炉 | 1986年  | 2014年 | ?      | 880 MW（電気） | - 1986年ベロヤルスク原子力発電所4号機として着工。 - 1990年から2001年まで工事中断後に建設再開、2014年臨界。 - 2015年12月商業発電を開始。 - 2016年8月定格出力880 MWでの運転を開始。 - 2016年11月営業運転開始。                                                                           |
| BN-1200      | 商用炉 | 2025年? | ?      | ?      | ?              | - 2020年の運転開始を目標としていたが、核燃料の設計を改善する必要があり、また経済性に疑問があるためにかつて無期限に延期された。 - 再開した2016年にはベロヤルスク原子力発電所5号機として2025年の新規着工が計画され、新設のサウスウラル原子力発電所1、2号機としての着工も検討されている。 |

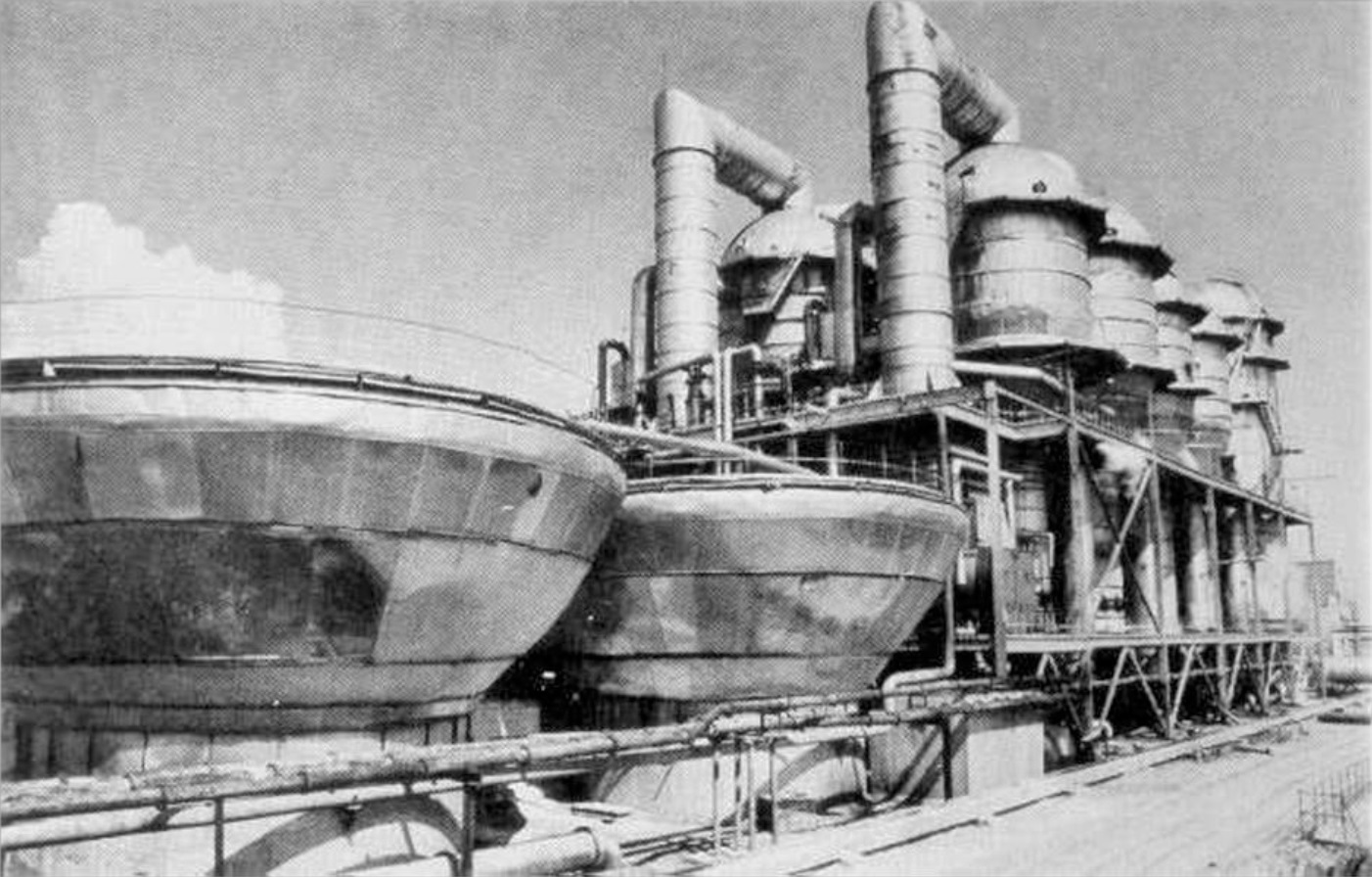
カザフスタン（旧ソ連）のBN-350

| BN-1600      | ?      | ?       | ?      | ?      | ?              | 計画中 |
| BNM-170      | ?      | ?       | ?      | ?      | ?              | 計画中 |
| BREST-OD-300 | 原型炉 | 2021年  | ?      | ?      | ?              | 鉛冷却高速炉で2025年までに建設予定である。 |
| BREST-1200   | ?      | ?       | ?      | ?      | ?              | 計画中。鉛冷却高速炉 商用炉レベルの実証炉。 |
| SVBR-100     | ?      | ?       | ?      | ?      | ?              | 計画中。鉛ビスマス冷却高速炉。 |

### ヨーロッパ国際共同
フランス、イギリス、ドイツ、イタリア、ベルギーの国際プロジェクトで、商業実証炉EFR（European Fast Reactor）により2010年代の運転を目指していたが、設計研究終了後の1993年に計画中止となった。現在フランスを除いて高速炉の開発計画は存在しない。

### イギリス
|      |            | 着工   | 臨界   | 閉鎖   | 出力           |          |
| ---- | ---------- | ------ | ------ | ------ | -------------- | -------- |
| DFR  | 実験炉     | 1955年 | 1959年 | 1977年 | 15 kW（熱）    |          |
| PFR  | 原型炉     | 1966年 | 1974年 | 1994年 | 250 MW（電気） |          |
| CDFR | 商業実証炉 | N/A    | N/A    | N/A    | ?              | 計画中止 |

### ドイツ
|         |        | 着工      | 臨界   | 閉鎖      | 出力                   |                                           |
| ------- | ------ | --------- | ------ | --------- | ---------------------- | ----------------------------------------- |
| KNK-II  | 実験炉 | 1975年(?) | 1977年 | 1991年8月 | 20 MW（電気）          | 1975年熱中性子炉のKNK-Ⅰより改造した実験炉 |
| SNR-300 | 原型炉 | 1973年    |        |           | 327 MW（電気（予定）） | 1991年3月計画中止                         |
| SNR-2   | 実証炉 | N/A       | N/A    | N/A       | ?                      | 計画中止                                  |

### フランス
|                                        |          | 着工     | 臨界     | 閉鎖     | 出力            |                                                                              |
| -------------------------------------- | -------- | -------- | -------- | -------- | --------------- | ---------------------------------------------------------------------------- |
| ラプソディ （Rapsodie）                | 実験炉   | 1962年   | 1967年   | 1983年   | 40 MW（熱）     |                                                                              |
| フェニックス （Phénix）                | 原型炉   | 1968年   | 1973年   |          | 250 MW（電気）  | 2010年2月1日停止                                                             |
| スーパーフェニックス （Superphénix）   | 実証炉   | 1977年   | 1985年   | 1998年   | 1240 MW（電気） | 後に実験炉                                                                   |
| スーパーフェニックス2 (Superphénix II) | 計画中止 | 計画中止 | 計画中止 | 計画中止 | 計画中止        |                                                                              |
| アストリッド (ASTRID)                  | 計画中止 | 計画中止 | 計画中止 | 計画中止 | 計画中止        | - 2019年8月30日計画放棄。 - 2030年代運転開始予定、電気出力600 MWを目指した。 |

### イタリア
- PEC - 実験炉、1976年着工、1987年計画中止、電気出力予定120 MW。